# Conny Aerts
Conny Clara Aerts, nacida el 26 de enero de 1966, es una profesora belga (flamenca) de astrofísica con especialización en astrosismología. Está asociada con KU Leuven, donde es directora del Instituto de Astronomía, y en la Universidad de Radboud, donde dirige la Cátedra del grupo de Astrosismología. En 2012, se convirtió en la primera mujer en recibir el Premio Francqui en la categoría de Ciencia y Tecnología.

## Biografía
Aerts nació en Brasschaat, Bélgica. Obtuvo su licenciatura y máster en matemáticas en la Universidad de Amberes. Luego pasó a completar su doctorado en 1993 en KU Leuven. Después de completarlo, pasó varios meses investigando en la Universidad de Delaware. Fue becaria postdoctoral en el Fondo para la Investigación Científica desde 1993 hasta 2001, cuando fue nombrada profesora en KU Leuven. Se convirtió en la primera profesora asociada en 2004 y luego en la profesora titular en 2007 en KU Leuven.

## Investigación
En su investigación, usa las oscilaciones de las estrellas para determinar el perfil de rotación interno de las estrellas. Las oscilaciones se obtienen de los telescopios terrestres y espaciales. En su proyecto PROSPERITY, utilizó datos obtenidos del satélite CoRoT y del satélite Kepler de la NASA. Actualmente, es la investigadora principal belga en la misión PLATO.
Aerts desarrolló una metodología que utiliza la clasificación de mezcla de Gauss para analizar los datos. Ella usa esto para determinar la estructura de la estrella e informar los modelos estelares dentro de la teoría de la evolución estelar. Con estas técnicas, ha realizado varios descubrimientos, incluido el de la rotación no rígida en estrellas gigantes.
Los modelos teóricos que desarrolla basándose en las oscilaciones de las estrellas también le permiten determinar la edad de las estrellas con una alta precisión.
Aerts ha sido galardonado dos veces con una Beca Avanzada por el Consejo Europeo de Investigación (ERC): en 2008 por PROSPERITY, y otra vez en 2015 por un proyecto titulado MAMSIE (Transporte de Momentum de Mezcla y Angular de Estrellas Masivas). 

## Alcance
Aerts es Vicedecana de Comunicación y Difusión en la Facultad de Ciencias de KU Leuven. Es franca acerca de la necesidad de aumentar la igualdad de género en las ciencias, y es miembro del Grupo de Trabajo de Mujeres en Astronomía de la Unión Astronómica Internacional.

## Premios y reconocimiento
En 2010, fue elegida miembro honorario de la Real Sociedad Astronómica.
En 2011, fue elegida miembro de la Real Academia Flamenca de Ciencias y Artes.
En 2012, ganó el Premio Francqui.
En 2016, recibió el título de Comandante de la Orden de Leopold.
En 2017, fue galardonada con la Conferencia Hintze en la Universidad de Oxford, y también dio una conferencia pública titulada "Starquakes expose stellar heartbeats".
En 2018, recibió la Conferencia ESA Lodewijk Woltjer por su trabajo en el campo de la astrosismología.